# Onra
 (janvier 2013).
Si vous disposez d'ouvrages ou d'articles de référence ou si vous connaissez des sites web de qualité traitant du thème abordé ici, merci de compléter l'article en donnant les références utiles à sa vérifiabilité et en les liant à la section « Notes et références ».
Arnaud Antoine Rene Bernard, mieux connu sous son nom de scène Onra, né en 1981 à Trèves, est un musicien de hip-hop français exerçant à Paris.

## Biographie
Né de parents français, bien que son père soit d’origine vietnamienne, il arrive en France à l’âge de trois ans et peu de temps après, vit entre la France et la Côte d’Ivoire où sa mère s'installe pendant plus de vingt ans. Il se découvre une passion pour la musique à l’âge de dix ans et commence à en faire à l’âge de dix-neuf ans. En 2000, il s’établit à Paris pour poursuivre des études. Il est diplômé de l’école de commerce en 2006 avec un diplôme en marketing.
Le premier album a été réalisé en collaboration avec le producteur mais aussi son ami Quetzal (Al Quetz) en 2006, Hommage, un projet inspiré par la Soul Music. Dans le même temps, il a commencé à collaborer avec Byron the Aquarius, un joueur de clavier de l’Alabama, et a sorti un album sous le nom de Byron & Onra, The Big Payback en 2007 sous le label japonais Circulations. Ils sont également apparus sur des compilations telles que Beat Dimensions et New Worlds de Jay Scarlett.
En 2006, il est allé au Vietnam pour la première fois, et a ramené plus de trente enregistrements chinois et vietnamiens des années 60 et 70. Il a fait un album de trente-deux pistes avec ce matériau unique et l’a nommé Chinoiseries, un album avant-gardiste qui allie Hip-Hop et Pop Music aux influences chinoises.
En 2008, il a été sélectionné pour participer à la Red Bull Music Academy. En 2010, Onra sort son album Long Distance sous All city Records. Actuellement, c'est l'album le plus acclamé par la critique[réf. nécessaire], dans lequel il a collaboré avec Oliver DaySoul, le beatmaker français Walter Mecca, et T3 de Slum Village, le chanteur de soul Reggie B et le claviériste Buddy Sativa. Il a reçu des critiques de médias de renom tels que Pitchfork, qui a donné un 8.0/10 à l’album, de même que Jay-Z’s blog et LifeAndTimes.
En 2011, Onra a publié un second volume de chinoiseries, appelé Chinoiseries Pt.2 sous All City Records, avec des enregistrements trouvés en Chine, en Thaïlande et au Viet Nam. En 2012, Onra a sorti son dernier EP Deep In The Night Records sous Fool’s Gold Records.
En 2013, il participe au Detroit Electronic Music Festival.
En 2015, il reçoit la collaboration du groupe Do or Die sur son album Fundamentals, sur un morceau intitulé Over and Over avec Johnny P.

## Discographie

### Albums Studio
- Present Tribute Bo Bun Records (2006)
- Chinoiseries (2xLP) Favorite Recordings (2007)
- Chinoiseries (CD) Label Rouge Prod (2007); Bo Bun Records (2008)
- 1.0.8 (LP, CD) Favorite Recordings, Bo Bun Records 2009
- Long Distance (LP CD) All City Records (2010)
- Chinoiseries Pt.2 (LP, CD) All City Records (2011)
- Fundamentals (2015)
- Chinoiseries Pt.3 (2xLP, WEB) All City Records (2017)
- Nobody Has To Know (2xLP, CD, Tape, Web) All City Records (2018)

### Singles & EPs
- The Big Payback (12") Just Like Vibes (2007)
- Tribute EP (7", EP, White or Pink vinyl) Bo Bun Records (2007)
- My Comet / Shhhhhhh  (7", Ltd) All City Records (2008)
- Tribute EP II (7") Favorite Recordings (2008)
- Chinoiseries (7", Ltd) Favorite Recordings (2009)